# Austrolimnophila chrysorrhoea
Austrolimnophila chrysorrhoea là một loài ruồi trong họ Limoniidae. Chúng phân bố ở miền Australasia.